# M Lamar
 (juillet 2022).
La mise en forme du texte ne suit pas les recommandations de Wikipédia : il faut le « wikifier ».
Les points d'amélioration suivants sont les cas les plus fréquents. Le détail des points à revoir est peut-être précisé sur la page de discussion.
- Les titres sont pré-formatés par le logiciel. Ils ne sont ni en capitales, ni en gras.
- Le texte ne doit pas être écrit en capitales (les noms de famille non plus), ni en gras, ni en italique, ni en « petit »…
- Le gras n'est utilisé que pour surligner le titre de l'article dans l'introduction, une seule fois.
- L'italique est rarement utilisé : mots en langue étrangère, titres d'œuvres, noms de bateaux, etc.
- Les citations ne sont pas en italique mais en corps de texte normal. Elles sont entourées par des guillemets français : « et ».
- Les listes à puces sont à éviter, des paragraphes rédigés étant largement préférés. Les tableaux sont à réserver à la présentation de données structurées (résultats, etc.).
- Les appels de note de bas de page (petits chiffres en exposant, introduits par l'outil «  Source ») sont à placer entre la fin de phrase et le point final[comme ça].
- Les liens internes (vers d'autres articles de Wikipédia) sont à choisir avec parcimonie. Créez des liens vers des articles approfondissant le sujet. Les termes génériques sans rapport avec le sujet sont à éviter, ainsi que les répétitions de liens vers un même terme.
- Les liens externes sont à placer uniquement dans une section « Liens externes », à la fin de l'article. Ces liens sont à choisir avec parcimonie suivant les règles définies. Si un lien sert de source à l'article, son insertion dans le texte est à faire par les notes de bas de page.
- La présentation des références doit suivre les conventions bibliographiques. Il est recommandé d'utiliser les modèles {{Ouvrage}}, {{Chapitre}}, {{Article}}, {{Lien web}} et/ou {{Bibliographie}}. Le mode d'édition visuel peut mettre en forme automatiquement les références.
- Insérer une infobox (cadre d'informations à droite) n'est pas obligatoire pour parachever la mise en page.

Pour une aide détaillée, merci de consulter Aide:Wikification.
Si vous pensez que ces points ont été résolus, vous pouvez retirer ce bandeau et améliorer la mise en forme d'un autre article.
Reginald Lamar Cox (né le 29 mai 1972), connu sous le nom de M Lamar, est un compositeur, interprète et artiste américain,. Il est contre-ténor d'opéra et pianiste. Son travail intègre le cinéma, la sculpture et la performance.
Lamar est le frère jumeau de l'actrice Laverne Cox. Il a joué le personnage de sa sœur avant sa transition dans deux épisodes de la série Netflix Orange Is the New Black.

## Jeunesse et carrière
Reginald Lamar Cox  est né à Mobile, Alabama. Enfant, il a chanté comme soprano dans la chorale de son église. Il a également étudié la peinture au San Francisco Art Institute et a fréquenté l'école supérieure de Yale avant d'abandonner pour se concentrer sur la musique. Il a déménagé à New York pour suivre des cours de chant avec Ira Siff, fondatrice et soprano principale de La Gran Scena Opera Company.
En 2014, Lamar a participé à un dialogue ouvert avec les auteurs Bell Hooks, Marci Blackman et Samuel R. Delany intitulé "Transgressive Sexual Practice" dans le cadre du travail de Hooks en tant que chercheur résident à The New School. Comme sources d'inspiration pour son travail, il a cité les travaux de Hooks et de Toni Morrison, ainsi que Plague Mass de la compositrice d'opéra Diamanda Galás.
One Archive et l'Université de Californie du Sud ont commandé Funeral Doom Spiritual, projet de Lamar créé en 2016 en tant que performance et installation multimédia avec des objets, des vidéos et des impressions,. L'œuvre s'inspire de la vie de Willie Francis, un Noir américain accusé d'avoir assassiné un homme blanc de 53 ans à l'âge de 15 ans ; Le cas de Francis a uniquement été médiatisé lorsqu'il a survécu à une tentative d'exécution par chaise électrique. Par la suite, la NAACP a discuté avec lui et a appris que les deux hommes avaient eu une relation sexuelle. Cet événement a conduit plus tard au développement de Funeral Doom Spiritual, qui tient ses origines des études de Lamar sur les représentations de la communauté noire, la masculinité noire, le désir interracial, et l'intersection des travaux de Michel Foucault sur le panoptique avec les écrits de Frantz Fanon sur l'intériorisation du racisme.
En 2016, Lamar a reçu une bourse de la Jerome Foundation pour composer l'œuvre Lordship and Bondage: The Birth of the Negro Superman pour le Living Earth Show. Le livret de l'œuvre comprend des citations de John Coltrane, Sun Ra, Ornette Coleman, Cecil Taylor, Nietzsche et Hegel.
Lamar a inventé les termes "Negrogothic" et "doom spirituals"  pour décrire son esthétique et son travail. Dépassant son propre style "goth", Lamar dit que le Negrogothic "est l'alliance des genres d'horreur avec les questions coloniales et raciales" et parle "d'horreur et de romance combinées, de la condition des Noirs dans le projet américain". Ces innovations rhétoriques sont liées à sa volonté de mettre en avant «l'auto-construction», la spécificité et l'illisibilité pour empêcher la réduction et l'appropriation de l'art afro-américain.
En 2022, Lamar a fait une apparition dans l'émission ABC Claim to Fame sous le pseudonyme "X". Il a été éliminé lors du troisième épisode lorsque son lien de parenté avec Laverne Cox a été deviné.

## Discographie
| Année | Titre                                                 | Label               | Collaborateurs |
| ----- | ----------------------------------------------------- | ------------------- | --- |
| 2010  | Souls on Lockdown                                     | NEGROGOTHIC RECORDS | |
| 2013  | Speculum Orum: Shackled To the Dead                   |                     | avec Bryce Hackford (synthés), Matthew Robinson (violoncelle)                                                                                        |
| 2015  | Negrogothic                                           |                     | |
| 2017  | Funeral Doom Spiritual                                | NEGROGOTHIC RECORDS | |
| 2017  | Surveillance Punishment and the Black Psyche          | NEGROGOTHIC RECORDS | avec Mivos Quartet (Olivia De Prato, Lauren Cauley, Victor Lowrie, Mariel Roberts ) avec Charlie Looker, Colin Marston, Cum Gutter, Bryce Hackford , |
| 2019  | Lordship and Bondage: The Birth of the Negro Superman |                     | Co-composé et joué avec The Living Earth Show (Travis John Andrews & Andy Meyerson)                                                                  |
| 2020  | M. Lamar Live                                         |                     | avec Hunter Hunt-Hendrix, Anagram String Trio de James Ilgenfritz                                                                                    |